# Parafia Świętej Trójcy w Klecku
Parafia Świętej Trójcy w Klecku – rzymskokatolicka parafia znajdująca się w archidiecezji mińsko-mohylewskiej, w dekanacie nieświeskim, na Białorusi.
Parafia posiada kościół filialny pw. Podwyższenia Krzyża Świętego w Nagórnej

## Historia
Parafia erygowana w 1450. Istniał tu jeszcze kościół dominikański z 1684, w 1832 zamieniony na cerkiew prawosławną. W dwudziestoleciu międzywojennym parafia leżała w diecezji pińskiej, dekanacie Nieśwież.
W latach 50. XX w. komuniści zburzyli kościół z 1524. Parafia została reaktywowana w 1993. Zbudowano wówczas nowy kościół, konsekrowany 30 czerwca 2012 przez arcybiskupa mińsko-mohylewskiego Tadeusza Kondrusiewicza.